# Andrzej Abrek der Jüngere
Andrzej Abrek der Jüngere (latinisiert: Andreas Abrek, polnisch Andrzej Abrek młodszy; † 29. April 1700 in Zamość) war ein polnischer Doktor der Philosophie und Theologie, der Professor und von 1664 bis 1666 Rektor an der Zamoyski-Akademie war. Sein Vater war der Professor Andrzej Abrek.

## Leben
Andrzej Abrek kam als Sohn des Professors Andrzej Abrek in Zamość zur Welt. Sein Studium und seinen Doktortitel erwarb er an der Zamoyski-Akademie, wohin er 1656 als Professor der Rhetorik berufen wurde. Im Jahre 1658 tritt er als Doktor der Philosophie und Kanoniker des Zamoyski-Kollegiatstifts auf.
Von 1664 bis 1666 war er Rektor der Zamojski-Akademie. Im Jahre 1665 wurde er Prälat-Scholastiker, später Propst von Tarnogród und titulärer königlicher Sekretär. 1695 wurde er schließlich infulierter Dekan von Zamość.
Jahrelang lag er mit Stanisław Jacek Święcki, dem Bischof von Chełm und Kanzler der Zamoyski-Akademie, im Streit, da dieser die Akademie reorganisieren wollte. Diesen Bestrebungen widersetzte sich Abrek vehement.
Er verfasste mehrere panegyrische Schriften in lateinischer Sprache.

## Werke
- Epos genethliacum, 1646
- Laureum sertum artium et philosophiae primum, ..., 1658
- Sacra nuptalia auspicatissimo hymenaeo illustr. D. D. Joannis in Zamoscie Zamoyski supremi regni pocillatoris, ..., 1658
- Manipulus ramorum laurigerorum vener. D. Antonio Betuski ..., 1660
- Flores laurei virtuti ac eruditioni VV. DD. secundae laureae candidatorum Michaelis Wielkowicz, Ingatii Greglitii, Joannis Budziński, ..., 1666